# 卡洛·格兰德
卡洛·格兰德（義大利語：Carlo Grande，1974年7月3日—），意大利男子赛艇运动员。他曾代表意大利参加世界赛艇锦标赛，获得二枚金牌和二枚铜牌，均来自轻量级项目。